# Хюттинген-Лар
Хюттинген-Лар (нем. Hüttingen bei Lahr) — община в Германии, в земле Рейнланд-Пфальц. 
Входит в состав района Айфель-Битбург-Прюм. Подчиняется управлению Нойербург.  Население составляет 135 человек (на 31 декабря 2010 года). Занимает площадь 4,40 км².